# خالد محمود
خالد محمود (انگلیسی: Khaled Mahmoud؛ زادهٔ ۱۵ دسامبر ۱۹۶۹) بازیکن هندبال اهل مصر بود.